# Stanisław Bejm
Stanisław Bejm (ur. 30 kwietnia 1922 w Kuźnicy Starej, zm. 30 czerwca 1975 w Huddinge koło Sztokholmu) – polski funkcjonariusz Służby Bezpieczeństwa, ambasador w Szwecji (1969–1972).

## Życiorys
Stanisław Bejm był synem Józefa (stolarza) i Teresy z d. Sendal. W połowie kwietnia 1940 został wysłany na roboty przymusowe do Kluczborka. Ze względu na trudne warunki pracy i złe traktowanie pod koniec sierpnia 1940 zdecydował się na ucieczkę i przez kilka tygodni się ukrywał. W połowie września zatrudnił się w kopalni rudy żelaza „Krystyna” w Pankach jako pomocnik magazyniera. Po kilku tygodniach został aresztowany za ucieczkę z Kluczborka. Po trzymiesięcznym areszcie w Lublińcu odesłano go do kopalni w Pankach. W lutym 1944 wraz z całą rodziną i kilkoma innymi osobami został z niejasnych powodów ponownie aresztowany przez Gestapo. Po dwóch miesiącach powrócił do pracy w kopalni. W sierpniu 1944 powierzono mu samodzielne prowadzenie administracji magazynu głównego. Względnie dobre traktowanie miało wynikać ze znajomości języka niemieckiego, podejrzewano go także o bycie folksdojczem.
Po wejściu Armii Czerwonej w styczniu 1945 Stanisław Bejm został stenotypistą w komendzie Milicji Obywatelskiej w Pankach. Równocześnie od marca do kwietnia 1945 pracował dorywczo w Zarządzie Gminnym w Przystajni. W marcu 1945 został członkiem Polskiej Partii Socjalistycznej. 25 kwietnia 1945 rozpoczął pracę w Urzędzie Bezpieczeństwa w Oleśnie, od stanowiska młodszego oficera śledczego. Skierowano go na siedmiotygodniowy kurs praktyczny do WUBP w Katowicach. 27 października 1945 został awansowany na stanowisko oficera śledczego, pełniąc w praktyce obowiązki kierownika Referatu Śledczego. Od 1 lutego 1947 na stanowisku starszego oficera śledczego Wydziału Śledczego. W lutym 1947 przeniesiony do WUBP w Katowicach. Wystąpił z PPS i w lutym 1947 został członkiem Polskiej Partii Robotniczej. W maju 1947 skierowany na półroczny kurs do Centrum Wyszkolenia Ministerstwa Bezpieczeństwa Publicznego w Legionowie. W trakcie szkolenia awansowany na chorążego. Dzięki bardzo dobrym wynikom w listopadzie 1947 powierzono mu stanowisko wykładowcy. Bejm kierował także komórką odpowiedzialną za rozpracowywanie siatek wywiadowczych organizowanych przez polskich emigrantów i osoby związane z krajowym podziemiem, a także filtrację i obserwację środowiska powojennych repatriantów. 1 czerwca 1953 został zastępcą naczelnika Wydziału VII Departamentu I MBP (tzw. Wydziału Dyplomatycznego), która zajmowała się aktywnością zachodnich przedstawicielstw dyplomatycznych, konsularnych i handlowych w PRL.
Do połowy października 1960 był szefem Podgrupy Operacyjnej „Karpaty” w rezydenturze w Berlinie. Po powrocie, 15 grudnia 1960, objął funkcję wicedyrektora Departamentu II Ministerstwa Spraw Wewnętrznych; zajmował się nadzorowaniem Wydziału I (Amerykańskiego), Wydziału III (Zachodnioniemieckiego), Wydziału IV (Francuskiego) oraz Wydziału VIII, który odpowiadał za monitorowanie działalności placówek dyplomatyczno-konsularnych akredytowanych w PRL, a także wydziałów II (kontrwywiadowczych) KW MO w Kielcach, Koszalinie, Krakowie, Opolu i Warszawie. Odpowiadał też za koordynowanie współdziałania z Departamentem IV MSW (wyznaniowym), Biurem „A” MSW (szyfrów), Biurem „B” MSW (obserwacji) oraz Biurem „W” (perlustracji korespondencji). 2 lipca 1962 Bejm otrzymał awans na pułkownika.
1 marca 1965 przesunięto go na etat niejawny wywiadu. W połowie października 1969 objął funkcję ambasadora w Szwecji. Z uwagi na charakter stanowiska nie zlecono mu zadań operacyjnych, a jedynie odpowiadał za „prowadzenie działalności informacyjno-rozpoznawczej, stwarzanie odpowiednich warunków dla rezydentury i ułatwianie pracy jej oficerom”. Został odwołany 15 września 1972 ze względu na zły stan zdrowia. Po powrocie został doradcą ministra w Departamencie IV Ministerstwa Spraw Zagranicznych, odpowiedzialnego za kraje Europy Zachodniej. Zły stan zdrowia uniemożliwiał mu normalną pracę. 30 czerwca 1975 zmarł w klinice w Huddinge w Szwecji. Pochowano go z honorami na Cmentarzu Wojskowym na Powązkach w Warszawie (kwatera B21-2-9).

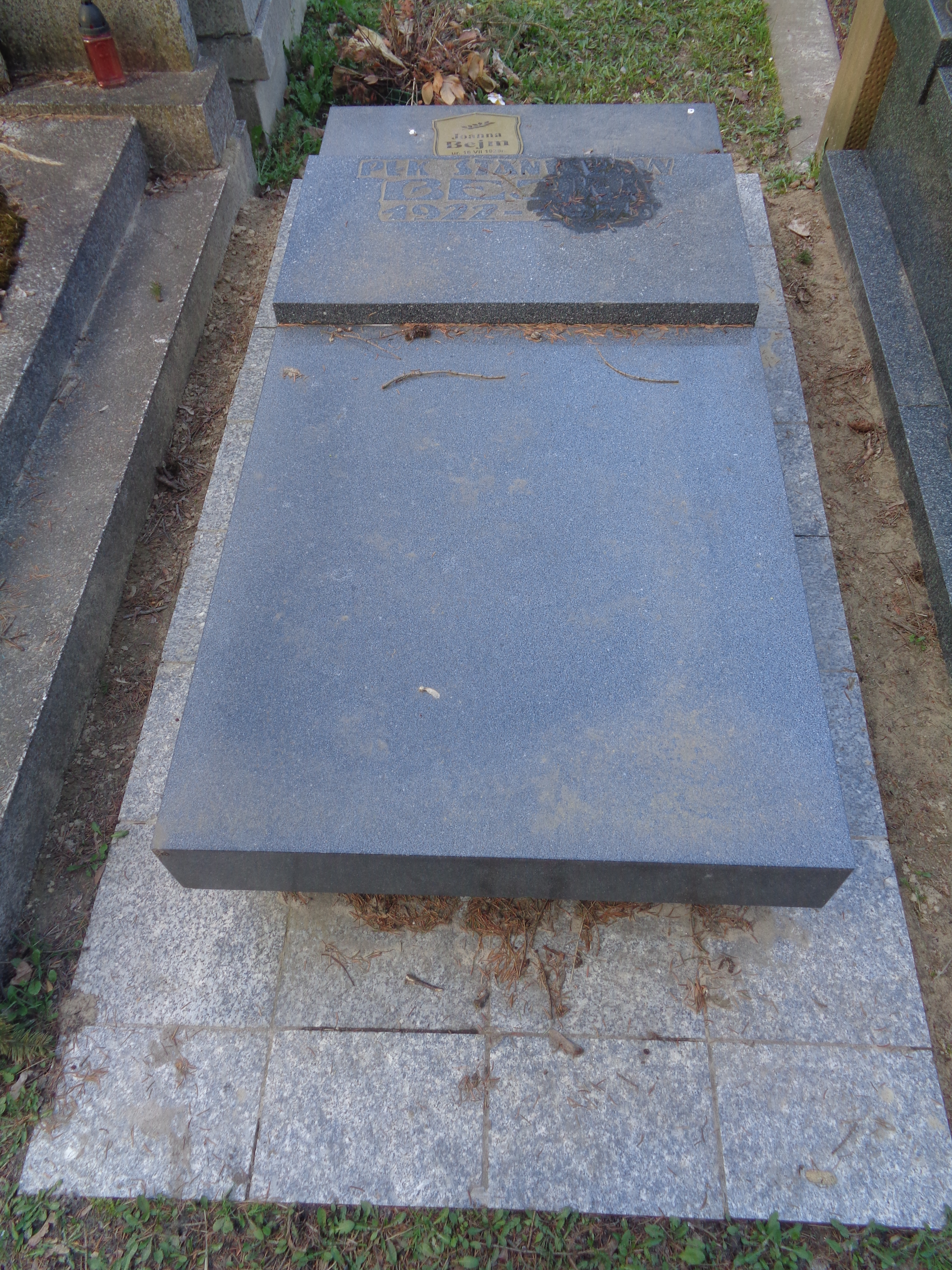
Grób Stanisława Bejma na Cmentarzu Wojskwym na Powązkach